# 2022年塔爾薩槍擊案
2022年6月1日，一名枪手在美国俄克拉荷馬州塔尔萨圣弗朗西斯医院的娜塔莉大楼二楼的骨科診所开枪，造成包括工作人员以及病人在內的四人死亡。 最終枪手飲彈自盡。 兇手是一名年齡在35至40岁之间的非洲裔美国男子。 